# Guerre chez les Celtes

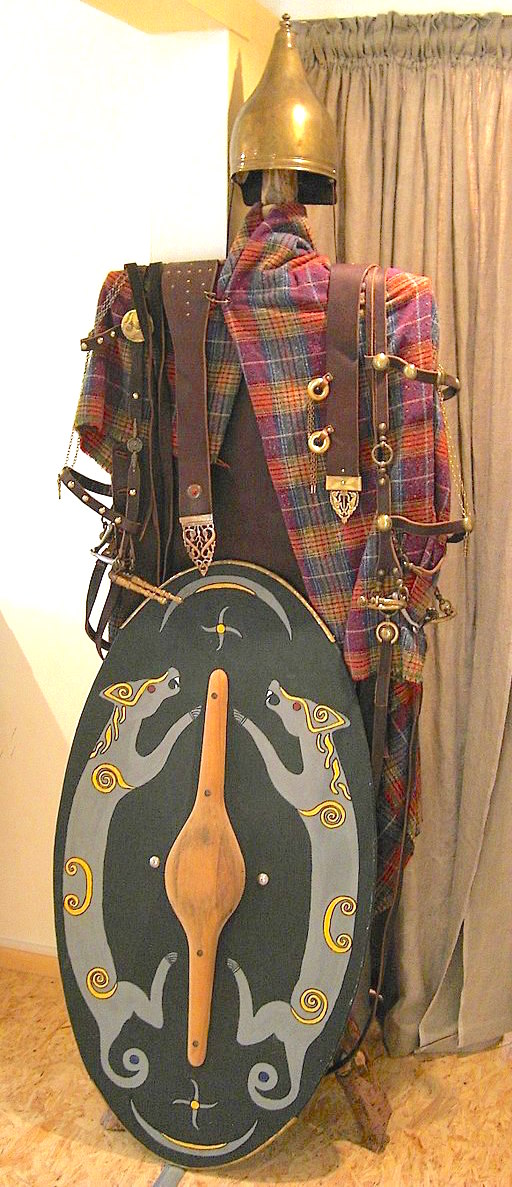
Musée KeltenKeller, Rodheim-Bieber, Allemagne.

La société celtique s'organisait autour de groupes tribaux conduits par une élite aristocratique de guerriers. En conséquence, le fait guerrier tenait une place importante, touchant aux sphères politique, sociale, religieuse et économique. La guerre chez les Celtes était une institution de la société celtique et présentait des traits particuliers que les études historiques et archéologiques permettent aujourd'hui de mieux cerner et comprendre. L'omniprésence du fait guerrier transparaît dans l'onomastique des peuples, des gens, ou des lieux.

## Armes et armures celtes
Bien que les Celtes aient utilisé toutes sortes d'armements, leur arme favorite semble avoir été une longue épée droite. Cependant des études récentes tendent à montrer que l'épée aurait plutôt servi d'arme secondaire en regard de la lance ou des javelines. Comme pour les armures, leurs forgerons combinaient l'aspect pratique aux éléments artistiques, transformant boucliers et casques en objets d'art. Bien armés et assez bien protégés, les Celtes furent cependant dépassés par la supériorité des tactiques romaines. Succédant aux modèles de bronze, les armes de fer auraient été l'apanage des cavaliers ou des éminents guerriers du VIIe siècle av. J.-C.

### Armement celtique antique

#### Armement défensif

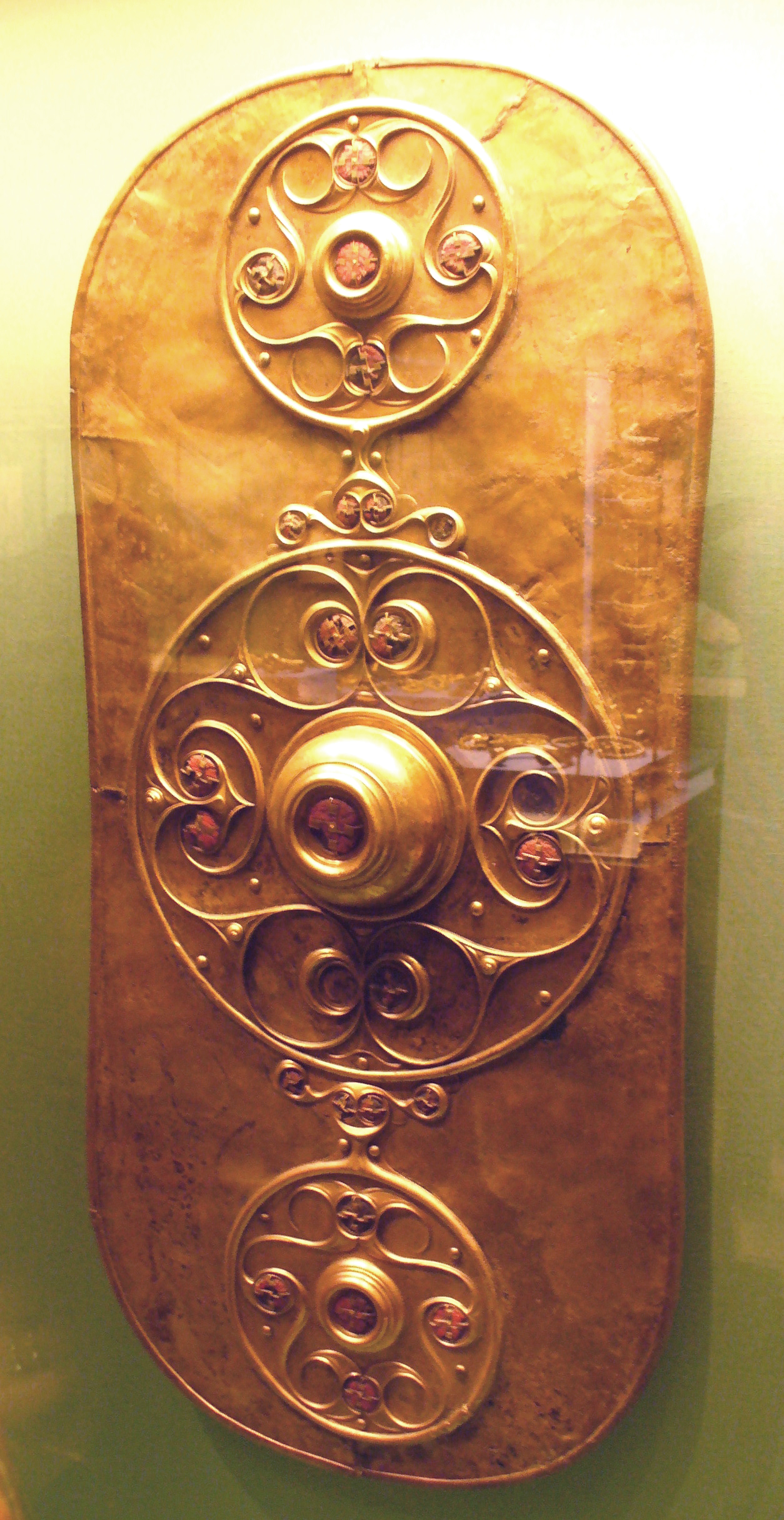
Un bouclier celtique découvert à Battersea, dans la banlieue de Londres.

L'armement principal de la panoplie défensive celtique, à la fois le plus utilisé et le plus emblématique, est le bouclier. Plat, de forme plus ou moins ovalaire, il mesure approximativement 1,20 m dans sa plus grande longueur. Il est généralement fabriqué en bois, le bouclier retrouvé sur le site de la Tène est en chêne, l'aulne pouvait aussi être utilisé. César mentionne pour sa part des boucliers fabriqués en écorce ou en osier tressés recouvert de cuir. Parfois pourvu d'orles en métal, recouvert de cuir ou de tissus, renforcé par une pièce de bois, la spina, elle-même maintenue par un umbo métallique et pouvant être décoré d'appliques de bronze, ce bouclier se caractérise par une utilisation très dynamique, ce qui en fait une arme tant offensive que défensive. Les peuples celtes de la Grande-Bretagne actuelle ont fabriqué des boucliers recouverts de feuilles de bronze très ornementées. Le bouclier ovalaire n'est cependant pas généralisé chez les peuples celtes. Selon le témoignage de Tacite, les habitants de Calédonie utilisaient des boucliers de petit format. Les Celtibères, pour leur part, se singularisent par l'usage d'un bouclier rond nommé caetra.
Les protections pectorales sont à la fois plus rares et plus variées dans le temps. Les textes antiques rapportent la présence aux premiers rangs des armées, de guerriers nus jusqu'à la ceinture, d'autres auteurs évoquent la coutume de rouler son manteau, le sagum ou saie, autour de la poitrine. Les cuirasses de bronze que l'on peut voir utilisées au premier Âge du fer sont abandonnées au Ve siècle av. J.-C., au profit de protections de cuir, versions antiques de la broigne médiévale. Ces protections de cuir, que l'on peut voir sur les statues accroupies d'Entremont ou de Roquepertuse, sont pourvues de ptéruges destinées à protéger le bas-ventre et les cuisses et d'un dosseret qui remonte sur la nuque. Ce dernier trait est une particularité qui différencie nettement la broigne celtique de ses homologues romaines ou grecques. Les Celtes sont également considérés comme les inventeurs de la cotte de mailles ultérieurement adoptée par les soldats romains. Celle-ci reste assez rare, elle nécessite pour sa fabrication du temps et des compétences très spécifique, ce qui en fait certainement un objet de grand prix. 
Au vu des découvertes archéologiques et des contextes funéraires, le casque semble être encore moins utilisé que la protection pectorale. Il revêt également fréquemment une fonction d'apparat ; certains casques, comme ceux découverts à Agris, Tintignac ou Ciumesti, sont particulièrement remarquables.
D'une manière générale, l'armement défensif celtique privilégie la légèreté et la capacité de mouvement.

#### Armement offensif

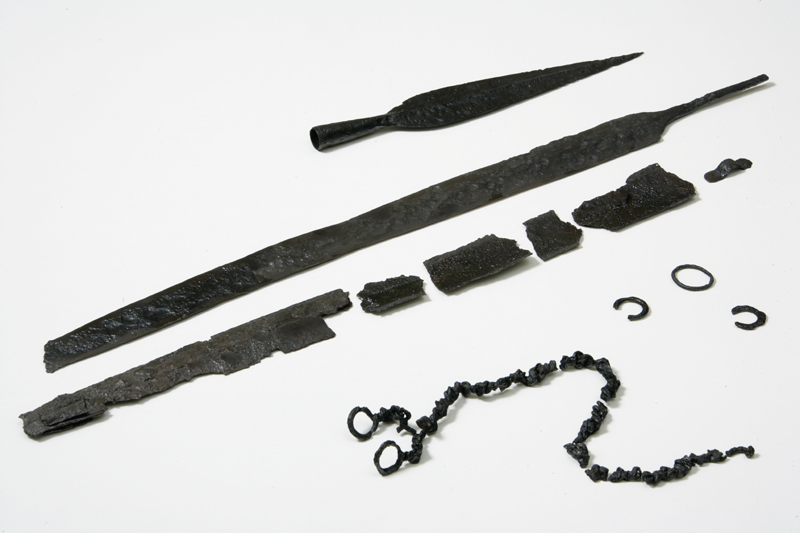
Épées, chaîne d'épée et pointe de lance du découverts dans une tombe à Castelleone en Italie.

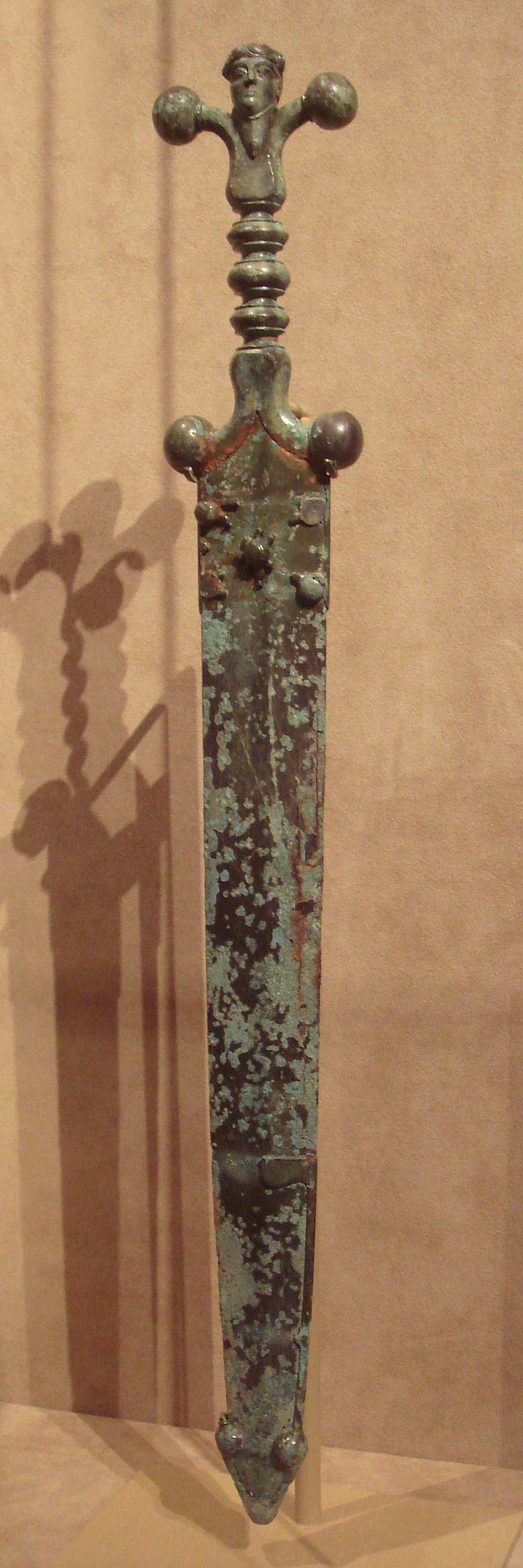
Épée celtique, vers -60.

Durant l'Antiquité, chez les peuples celtiques comme chez les autres peuples européens, l'arme offensive principale est la lance. Celle-ci diffère peu chez les Celtes, du modèle utilisée par les autres peuples. Il s'agit d'une arme d'hast doté d'une hampe en bois et d'un fer pourvu de deux tranchants. Ces derniers sont parfois ondulés ou flammés. Le talon de la lance peut, lui aussi, être pourvu d'une pointe. Au cours du combat, la lance est utilisée conjointement avec différents types de javelot et d'armes de jet. L'épée, bien qu'étant une arme prestigieuse, est davantage une arme d'appoint, utilisée après que la lance ait été rendue inutilisable.
L'épée celtique utilisée dans l'Antiquité, nommée cladios, qui donnera le nom de gladius en latin, présente un certain nombre de particularités. Apparue au VIe siècle av. J.-C., il s'agit d'une épée droite, à tranchants parallèles. Cette morphologie est induite par son fourreau métallique, marque distinctive des Celtes. Elle est portée sur la droite du corps. Relativement courte et acérée à ses débuts, le développement du combat de cavalerie au IIIe siècle av. J.-C. entraîne l'apparition d'un modèle plus long, plus spécifiquement destiné à un usage de taille, sans que ne disparaissent pour autant les types d'épées courtes et pointues. Un autre type d'épée a été utilisé par les peuples celtiques antérieurement à la cladio, en particulier à la période du Halstatt. Il s'agit de l'épée à antenne. Les poignards à manche anthropomorphe laténien sont un troisième type d'arme offensive, peut-être apparenté à la forme précédente. Les Celtibères pouvaient utiliser également une arme d'origine ibère connue aujourd'hui sous le nom de Falcata.
Une autre particularité du fourreau celtique est son système de fixation via des chaines autobloquantes. Ce système apparaît au IVe siècle av. J.-C. et perdure pendant plus d'un siècle avant d'être abandonné pour des systèmes de fixation en matériaux périssables. La raison de cet abandon est, probablement, que ce système de fixation du fourreau métallique, lors des mouvements du guerrier, induit énormément de tension sur le pontet, le point de fixation des chaînes sur le fourreau. Cette tension est susceptible d'entraîner l'arrachage de la pièce et la perte de l'arme.
Les peuples celtiques font usage de nombreuses armes de jet parmi lesquelles différents types de javelots. le gaesum, le soliferreum, la matara, la teutona, la tragula, ce dernier pourvu d'un amentum, une courroie faisant office de propulseur.
Ils font aussi usage d'arcs. On ignore cependant s'ils disposent de différents types de cette arme ou non, arc de chasse, de guerre, long, composite, ou arc de pied. Enfin, parmi les armes de jets, l'usage de fronde à la guerre est documenté, tant par les textes antiques que par l'archéologie. L'usage de bâton de jets est, lui, documenté pour la chasse, mais l'usage guerrier de ceux-ci est incertain.

#### Armement tactique, unités, formations etinsignia
Loin de l'image d'Épinal voulant que les celtes ne fassent preuve d'aucun ordre et d'aucune discipline au combat, chargeant inconsidérément au mépris de la moindre conception stratégique ou tactique, les celtes antiques ont au contraire développé un art du combat performant et une connaissance approfondie du fait militaire. 
Les témoignages antiques montrent que les celtes avaient adopté, pour leur infanterie, l'usage de la phalange, alors même que les reconstitutions suggèrent que cette formation n'est pas la plus adaptée à leur armement,. Il est possible que cette évolution soit une conséquence du mercenariat celtique en méditerranée. D'autres témoignages indiquent l'excellence de leur cavalerie, qui a remplacé les chars de guerre dans le courant du IIe siècle av. J.-C.. La charrerie reste cependant en vigueur dans les îles britanniques au moins jusqu'à la guerre des Gaules. Enfin, la forte augmentation de la proportion d'armes de jet dans les artefacts archéologiques du premier siècle avant J.-C. pourrait impliquer le développement d'unités d'infanteries destinées au harcèlement, à l'image des peltastes grecs ou des velites romains. Ce type de troupe est utilisé au cours de la guerre des Gaules. On connait par ailleurs l'usage d'une formation de cavalerie particulière aux celtes. Cette formation, qui reste particulièrement hermétique aux peuples méditerranéens, est utilisée au IIIe siècle av. J.-C. par les Galates, et est rapportée par Pausanias sous le nom de Trimarcisia.

### Armement celtique médiéval et moderne

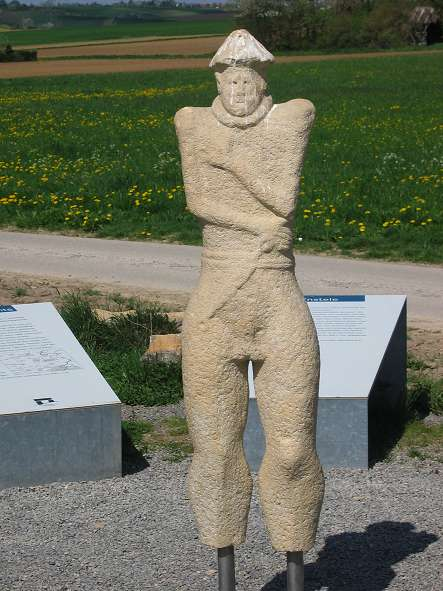
Guerrier de Hirschlanden.

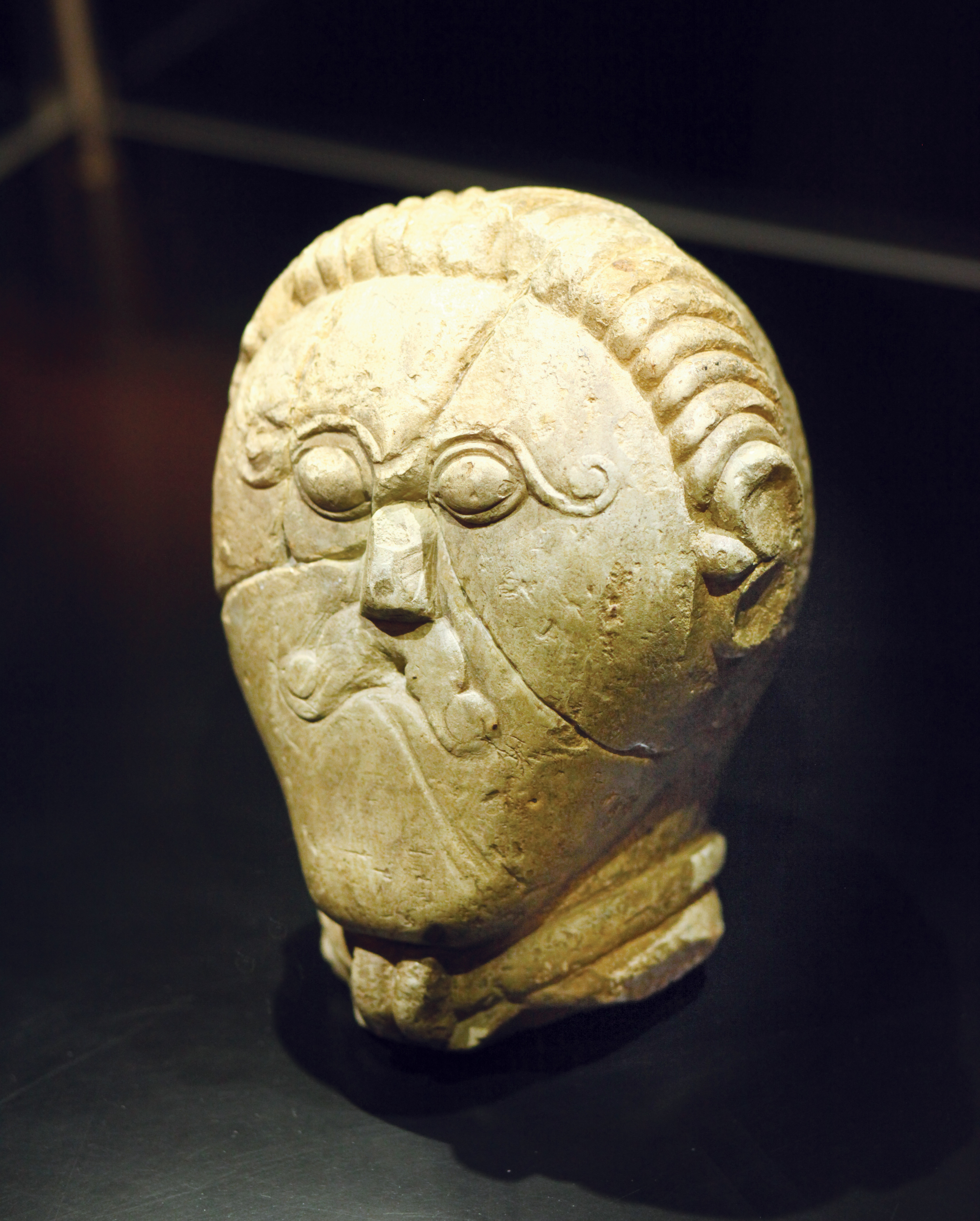
(Héros celtique de Bohême).

## Le culte du héros guerrier
Si les affaires religieuses étaient réservées aux druides, les guerriers constituaient l'aristocratie et tenaient le gouvernement séculier. Des chroniqueurs irlandais et gallois rapportent l'estime qu'on leur portait : ils dominaient une structure tribale semi-féodale dans laquelle la terre et le pouvoir étaient liés à la vaillance au combat.
Vers le milieu du IIe siècle av. J.-C., Nicandre de Colophon note que les Celtes recueillent des oracles auprès des tombes de leurs guerriers défunts, où ils passent des nuits entières. Dans le Midi de la France, toute une statuaire en pierre retrouvée dans des sanctuaires montre le développement de l'ancien culte du héros guerrier (déjà répandu au VIe siècle av. J.-C., comme le laisse supposer la stèle de Hirschlanden).

## Guerre et religion celtique
Dieu guerrier de 70 cm de haut, une statue en tôle de bronze a été récemment découverte dans le sanctuaire de Saint-Maur-en Chaussée. Dans les Bouches-du-Rhône, le sanctuaire de Roquepertuse, lieu de rassemblements religieux des Salyens, a été aménagé sur une petite colline avant d'être anéanti par les Romains. Les statues de guerriers héroïsés, les têtes coupées nichées dans les piliers, rappellent les rites proprement celtiques, même si l'ambiance culturelle générale est méditerranéenne. 
La tête a une place de choix dans l'art et la religion celtiques[réf. nécessaire]. La tête coupée aux yeux mi-clos, parfois sans bouche, sculptée dans la pierre, est un thème fréquent dans ces sanctuaires du Midi ; le héros la saisit par les cheveux ou pose une main sur elle : il est possible que cela représente un souvenir de ses exploits guerriers.